# Spoorlijn Lübeck - Büchen
De spoorlijn Lübeck – Büchen is een Duitse spoorlijn in Sleeswijk-Holstein en is als spoorlijn 1121 onder beheer van DB Netze.

## Geschiedenis
Het traject tussen Lübeck en Buchen werd door de Lübeck-Büchener Eisenbahn (LBE) in 1851 geopend nadat onderhandelingen om de spoorlijn Lübeck – Hamburg over Deens grondgebied te laten lopen, waren vastgelopen. Pas in 1865 nam de Lübeck-Büchener Eisenbahn (LBE) het traject Lübeck en Hamburg via Oldesloe in gebruik.

## Toekomst
Plannen zijn om met de opening van de Fehmarnbelttunnel de lijn in 2022 op dubbelspoor te brengen en te elektrificeren.

## Treindiensten
Tot in de jaren 1980 vond nog langeafstandpersonenvervoer op dit traject plaats. Thans verzorgt de Deutsche Bahn het personenvervoer op dit traject met RE treinen.
| Serie | Treinsoort                      | Route                                                                          | Bijzonderheden |
| ----- | ------------------------------- | ------------------------------------------------------------------------------ | -------------- |
| RE 83 | RegionalExpress (DB Regio Nord) | Kiel Hbf – Preetz – Bad Schwartau – Lübeck Hbf – Ratzeburg – Büchen – Lüneburg |                |

## Aansluitingen
In de volgende plaatsen is of was er een aansluiting op de volgende spoorlijnen:
Lübeck Hauptbahnhof
DB 1100, spoorlijn tussen Lübeck en Puttgarden
DB 1113, spoorlijn tussen Lübeck en Lübeck-Travemünde Strand
DB 1120, spoorlijn tussen Lübeck en Hamburg
DB 1122, spoorlijn tussen Lübeck en Strasburg
DB 1130, spoorlijn tussen Lübeck Hafen en Lübeck Hauptgüterbahnhof
DB 1137, spoorlijn tussen de aansluiting Brandenbaum en Lübeck Konstinbahnhof
lijn tussen Lübeck en Bad Segeberg
Lübeck Hauptgüterbahnhof
DB 1130, spoorlijn tussen Lübeck Hafen en Lübeck Hauptgüterbahnhof
DB 1134, spoorlijn tussen Lübeck Hauptgüterbahnhof en Lübeck-Genin
DB 1135, spoorlijn tussen Lübeck Hauptgüterbahnhof en Lübeck-St Jürgen
Ratzeburg
DB 6928, spoorlijn tussen Hagenow Land en Bad Oldesloe
Mölln
DB 1142, spoorlijn tussen Hollenbek en Mölln
Büchen
DB 1150, spoorlijn tussen Lüneburg en Büchen
DB 6100, spoorlijn tussen Berlijn en Hamburg

## Afbeeldingen

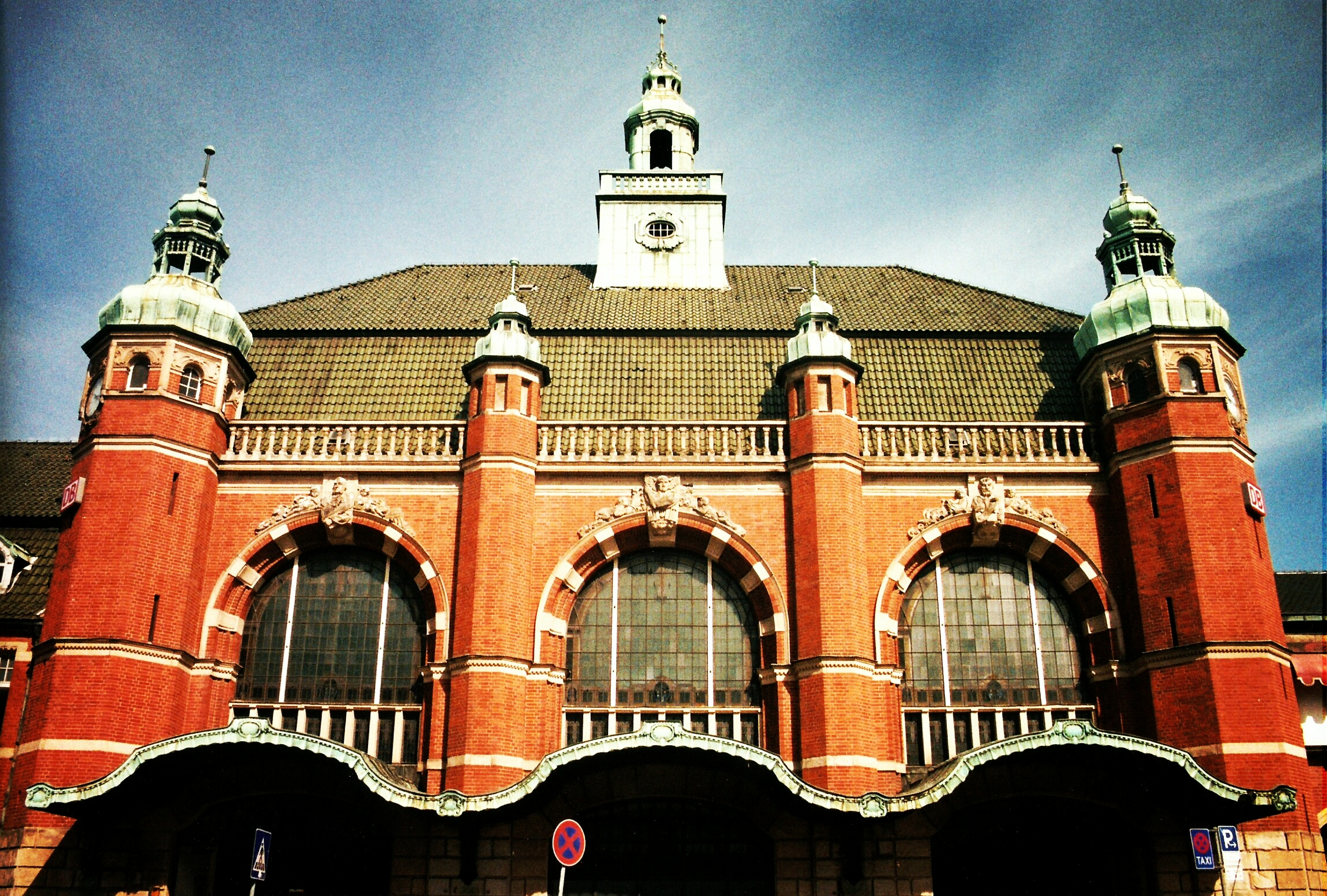
Lübeck Hauptbahnhof
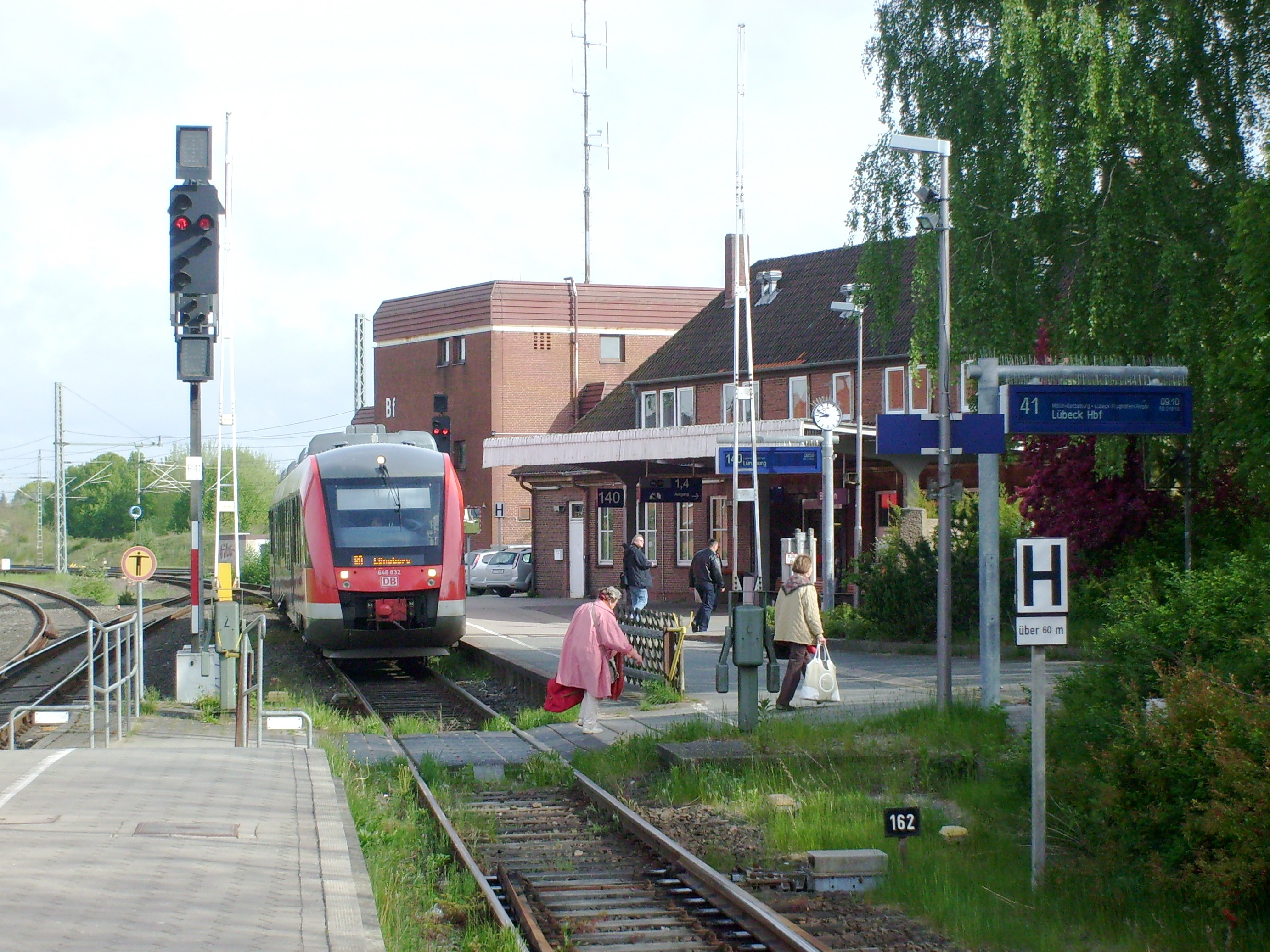
Station Büchen
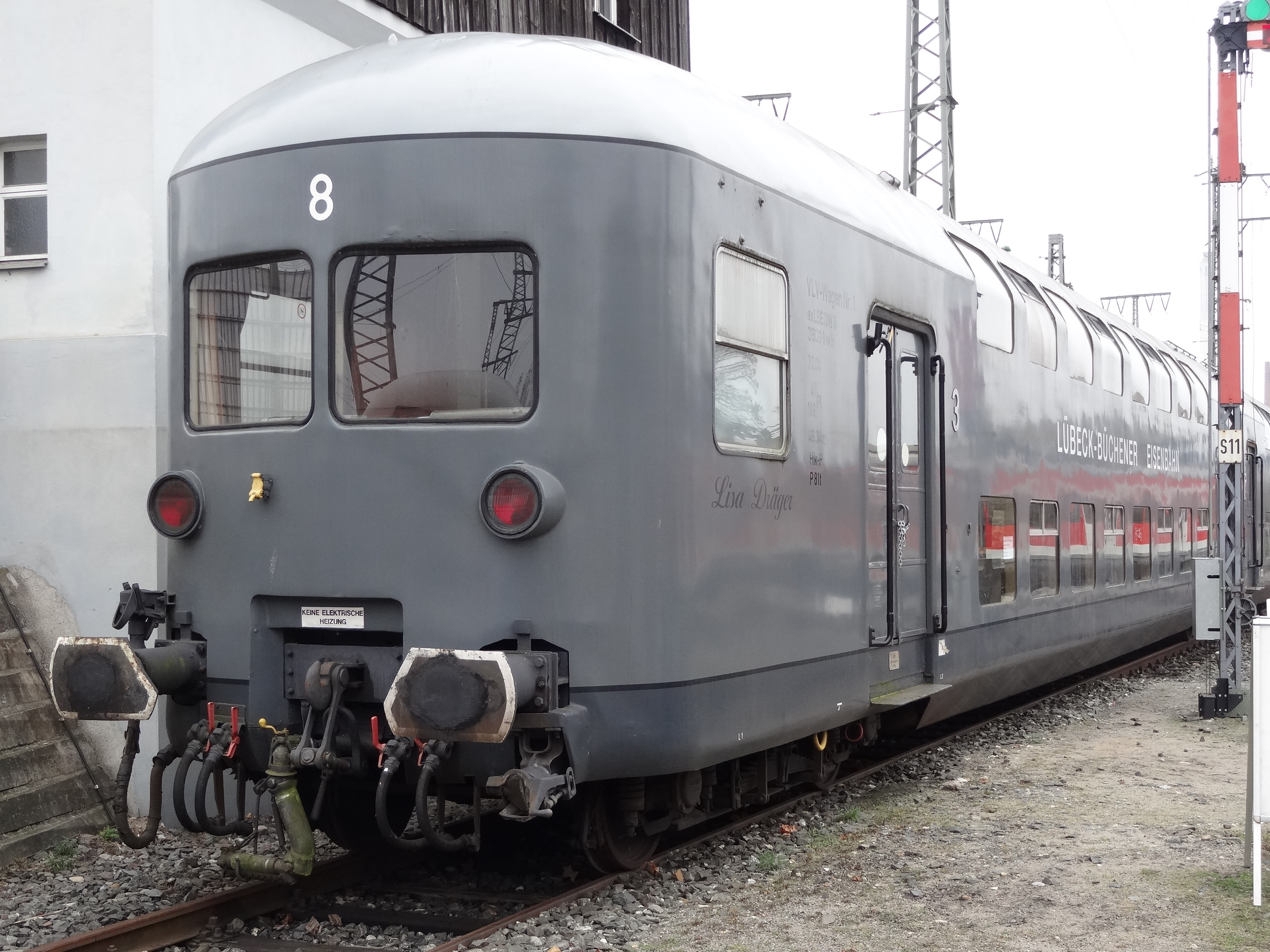
Dubbeldeksrijtuig van de Lübeck-Büchener-Eisenbahn, 1936